# Saimaan Pallo
Saimaan Pallo, kurz SaiPa, ist ein finnischer Eishockeyverein aus Lappeenranta, der in der Liiga spielt und im Jahr 1948 gegründet wurde. Die Mannschaft konnte bis jetzt noch keine finnische Meisterschaft gewinnen. Ihr größter Erfolg war eine Bronzemedaille in der Saison 1965/66, als die SM-liiga noch nicht bestand. Ihre Heimspiele absolviert die Mannschaft in der Kisapuisto.

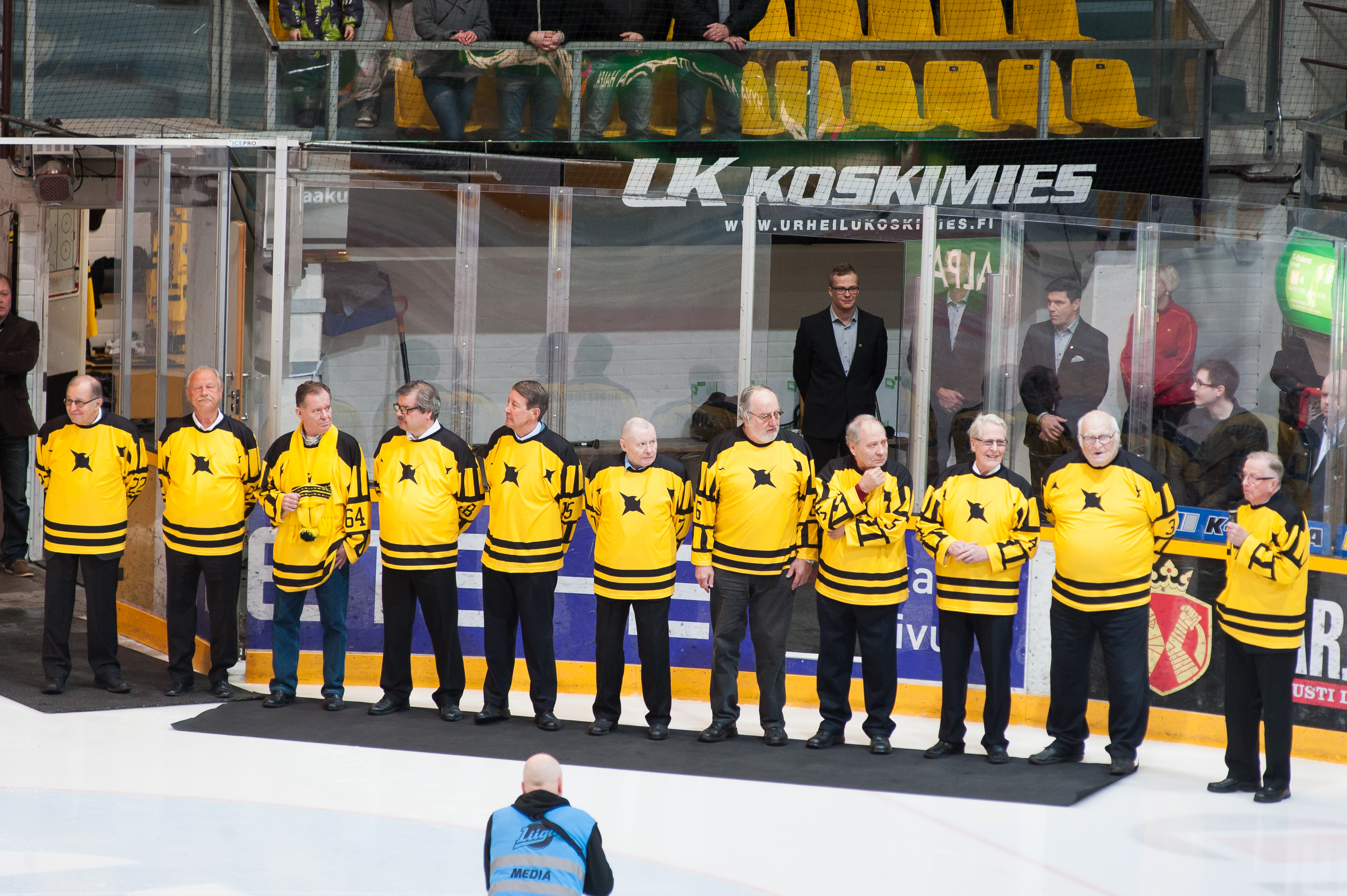
Feier zum 50. Jubiläum des 3. Platzes 1966

Die Besitzer der Mannschaft sind Liiga-SaiPa Oy und der NHL-Torhüter Jussi Markkanen, der am Anfang seiner Karriere bei SaiPa gespielt hat.